# Greater Than One

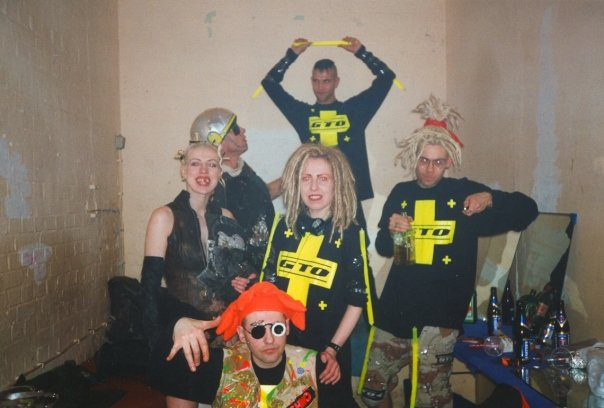
Greater Than One (Michael Wells and Lee Newman in midden)

Greater Than One was een Britse techno/gabberband die in 1985 werd opgericht door het echtpaar Lee Newman en Michael Wells. 
Behalve onder de namen Greater Than One en GTO, bracht de groep ook platen uit onder de namen Tricky Disco,  John + Julie, Church of Extacy, Signs of Chaos, T.D.5, Salami Brothers, Killout Squad, Technohead en L.E.D. De Britse groep woonde enige tijd in Amsterdam.

## Biografie

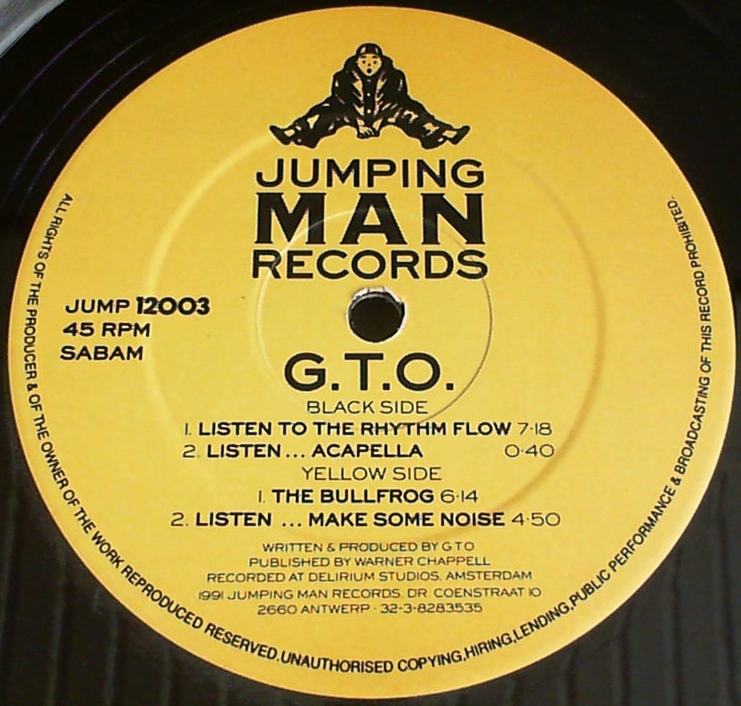
Label of 1991 "Jumping Man Records" record of "Listen To The Rhythm Flow" performed by G.T.O.

In 1985 ontmoetten Newman en Wells elkaar op de Royal College of Art-universiteit in Londen. In dat jaar brengen ze de Compact cassette Kill the Pedagogue in eigen beheer uit. 
Greater Than One organiseert kunstinstallaties en tentoonstellingen en maken daar muziek bij. 
De groep wordt in 1988 en 1989 bekend met Everybody's Crazy (Except Us), Now Is The Time (met samples van Martin Luther King), Peace (met samples van John Lennon) en I Don't Need God. In 1990 scoort de groep in Het Verenigd Koninkrijk een hit met het trancenummer Pure en onder de bandnaam Tricky Disco een clubhit met het nummer Tricky Disco. Onder de naam van G.T.O. brachten ze in 1991 via het Belgische platenlabel Jumping Man Records de 12-inch singel Listen To The Rhythm Flow uit. Het nummer werd over de jaren heen nog meermaals heruitgebracht en geremixt.
Hierna brengt de groep nog platen uit onder verschillende namen. Het gabbernummer I Wanna Be a Hippy dat de groep in 1995 uitbrengt onder de naam Technohead wordt in de remix van Flamman & Abraxas een nummer 1-hit in 12 landen. 
Kort na deze hit overlijdt Newman aan kanker. Na haar dood gaat Wells door met muziekmaken en brengt platen uit als The Man, S.O.L.O. en Signs of Chaos.

## Discografie

### Greater Than One
- Lay Your Penis Down (mc) (1985)
- Kill the Pedagogue (mc) (1985)
- All the Masters Licked Me (lp) (1987)
- Dance of the Cowards (1988)
- London (1989)
- G-Force (1989)
- Index EP (1991)

### GTO
- Tip of the Iceberg (1993)

### Hitlijsten
| Single met eventuele hitnotering(en) in de Nederlandse Top 40 | Datum van verschijnen | Datum van binnenkomst | Hoogste positie | Aantal weken | Opmerkingen                                                                    |
| ------------------------------------------------------------- | --------------------- | --------------------- | --------------- | ------------ | ------------------------------------------------------------------------------ |
| Turn on the music                                             | 2005                  | 24-12-2005            | 27              | 6            | als GTO met Roger Sanchez / Nr. 29 in de Mega Top 50 / Dancesmash op Radio 538 |

### Church of Extacy
- Technohead (1993)

### Technohead
- Headsex (1995)

### Signs Ov Chaos
- Frankenscience (Urban Cyberpunk) (1996)

### The Man
- Phunk Box (1997)

### Signs of Chaos
- Departure (1998)

### S.O.L.O.
- Out Is In (1999)